# 卡斯塔曼达珀

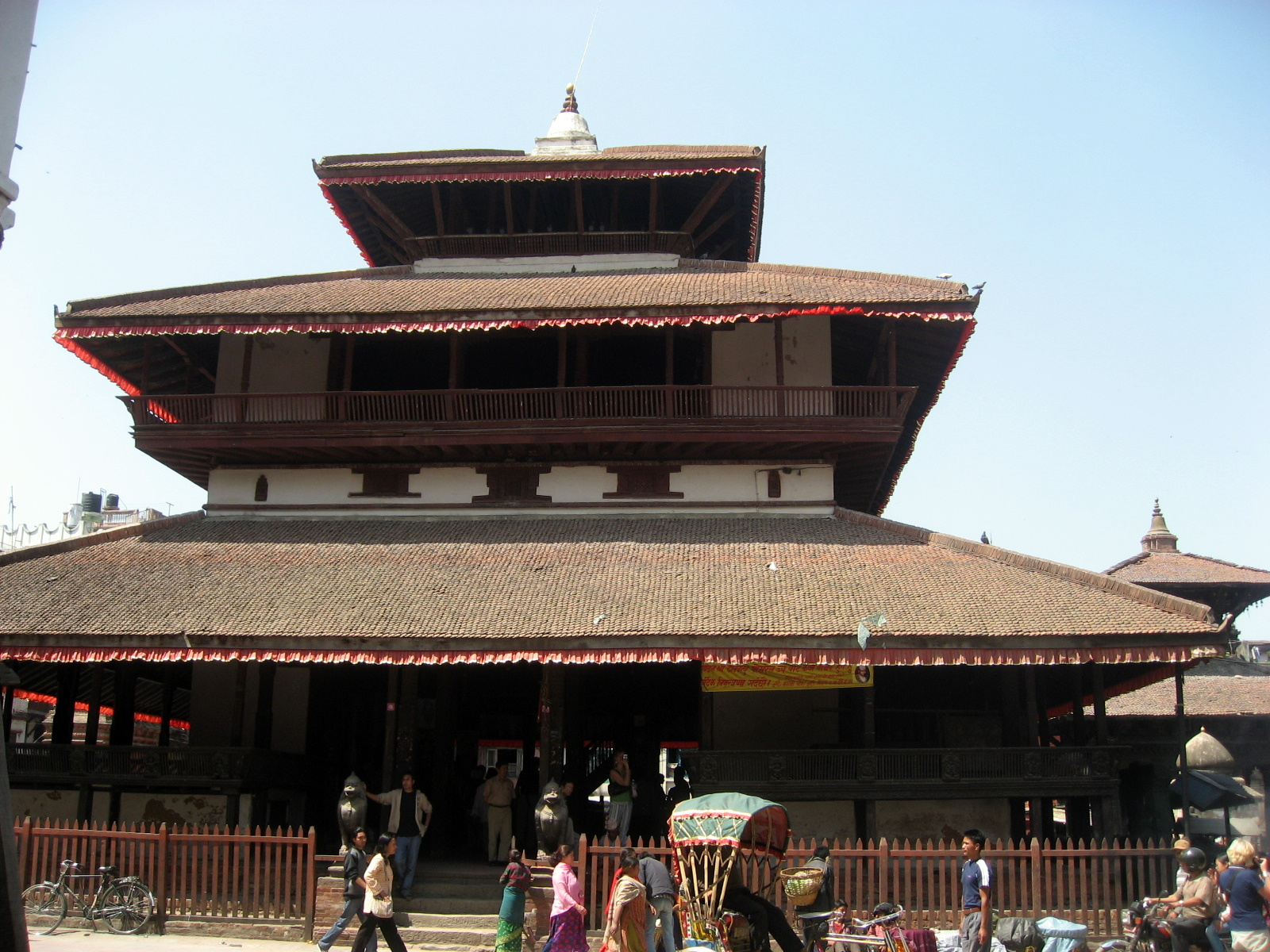
卡斯塔曼达珀

卡斯塔曼达珀（羅馬化：Kasthamandap；尼瓦尔语：मरु सत्तल，Maru Sattal）位于尼泊尔加德满都马鲁，是一座印度教庙宇，也是尼泊尔最大的塔式建筑之一。供奉着乔罗迦陀像。

## 简介
该庙是一座三层的塔式建筑。16世纪初由国王拉克西米·纳尔辛哈·马拉创建。整个庙宇仅用一根独木建成，外面围绕有神龛。据说，加德满都（Kathmandu）就是因该庙（Kasthamandap）而得名。每年该庙举办一次大型庆典。庆典当天，民众聚集到该庙，彻夜庆祝。人们分享有关该庙的传奇故事，以及各种美食。该庙是加德满都的重要旅游景点之一，游客被允许入内参观，但不允许拍照。该庙从中午到午夜对外开放。
据说，乔罗迦陀是马钦德拉纳特（Machhindranath；尼瓦尔语：Janamaadya，贾纳巴哈迪亚）的弟子，曾变形为凡人，在马钦德拉纳特被放在双轮马车上游行时来到尼泊尔。一位怛特罗认出了他，便用咒语不让他离开加德满都。他察觉到自己被人施咒，为了摆脱咒语离开加德满都，于是让怛特罗许愿。这位怛特罗求的是足以建一座寺庙的建材。下一个季节，一棵巨大的树长在怛特罗的农场。利用这棵树，建成了此庙。
2015年尼泊尔地震中，该庙以及加德满都王宫广场上的其他许多寺庙均倒塌。 